# مانولو گویندانی
مانولو گویندانی (انگلیسی: Manolo Guindani؛ زادهٔ ۱۲ ژانویهٔ ۱۹۷۱) بازیکن فوتبال اهل ایتالیا است.